# 坊津町秋目
坊津町秋目（ぼうのつちょうあきめ）は、鹿児島県南さつま市の大字。旧薩摩国河辺郡秋目郷秋目村、薩摩国河辺郡久志秋目郷秋目村、薩摩国河辺郡南方郷秋目村、川辺郡西南方村大字秋目、川辺郡坊津村大字秋目、川辺郡坊津町大字秋目。郵便番号は898-0212。人口は57人、世帯数は38世帯（2020年10月1日現在）。
天平勝宝5年（753年）に唐から渡海しのちに日本の律宗の開祖となる「鑑真」が日本本土に初めて上陸（漂着）した地とされる。江戸時代には薩摩藩の重要な湊であり、琉球や日本海沿岸、蝦夷との交易や、唐との密貿易の拠点となった。1967年（昭和42年）に公開された『007』シリーズ映画の第5作『007は二度死ぬ』（You Only Live Twice）では秋目はロケ地となり、「神戸と上海の間にある島」という設定で登場する。撮影を記念して関係者の直筆サイン入りの石碑が建立されている。

## 地理
薩摩半島の南西部に位置しており、野間半島の付け根に位置する。南さつま市の坊津地域の北端にあり、西南方向は東シナ海に面しており、北東から南にかけて大浦町、北西に笠沙町赤生木にそれぞれ接している。2005年の市町村合併前の坊津町時代は大字久志と大字秋目の間に川辺郡大浦町があったため、坊津町としては飛び地となっていた。
秋目湾に面して集落と漁港があり、集落の周囲は山に囲まれている。秋目湾は中生層山地の沈降によって出来た湾であり、リアス式海岸となっている。海岸線に沿って南さつま市加世田地域から坊津地域、枕崎市、指宿市を経て鹿児島市に至る国道226号が通っている。また、集落の中央を秋目川が流れ東シナ海に注いでおり、秋目漁港付近から秋目川に沿って鹿児島県道271号秋目上津貫線が秋目峠を経て大浦町方面を結んでいる。
集落にはかつて坊津町立秋目小学校や秋目簡易郵便局が存在していたが前者は1971年（昭和46年）に大浦町立大浦小学校（現在の南さつま市立大浦小学校）に統合され、後者は1995年（平成7年）に廃止されている。

### 島嶼

#### 沖秋目島
秋目港から約4キロメートル沖合、野間岬から8キロメートルにある無人島である。面積は約0.39平方キロメートル、周囲は約4キロメートルである。第二次世界大戦終戦前までは3世帯が居住しており、半農半漁の生活を営んでいたが、1950年（昭和25年）頃に無人島となった。沖秋目島にはビロウが自生しており、枇榔島（蒲葵島）とも呼ばれる。
江戸時代後期に薩摩藩が編纂した地誌である『三国名勝図会』では沖秋目島（三国名勝図会では「蒲葵島」とされている）の由来と島内にある戸柱大明神について以下のように記述されている。

秋目村に属す、周廻凡そ一里、蒲葵樹甚多し、故に名を得たり、往古は此島を秋目島といふ、又島の邊群魚の聚る所にて、漁釣に利ありといふ、此島に戸柱大明神祠あり、祭神素蓋鳴尊、稲田姫命、祭祀六月十五日、此島の海に暗礁あり、昔時唐土の舟船、其暗礁に触れて危殆なりしが、舟人戸柱神に禱りしに、神力を以て其難を免れ、長崎に至り、鎮台に状啓す、鎮台是を本藩（※薩摩藩のこと）に告ぐ、此後官より祭米を給与せられるといふ、其事棟札に記せり、
—三国名勝図会巻之二十七

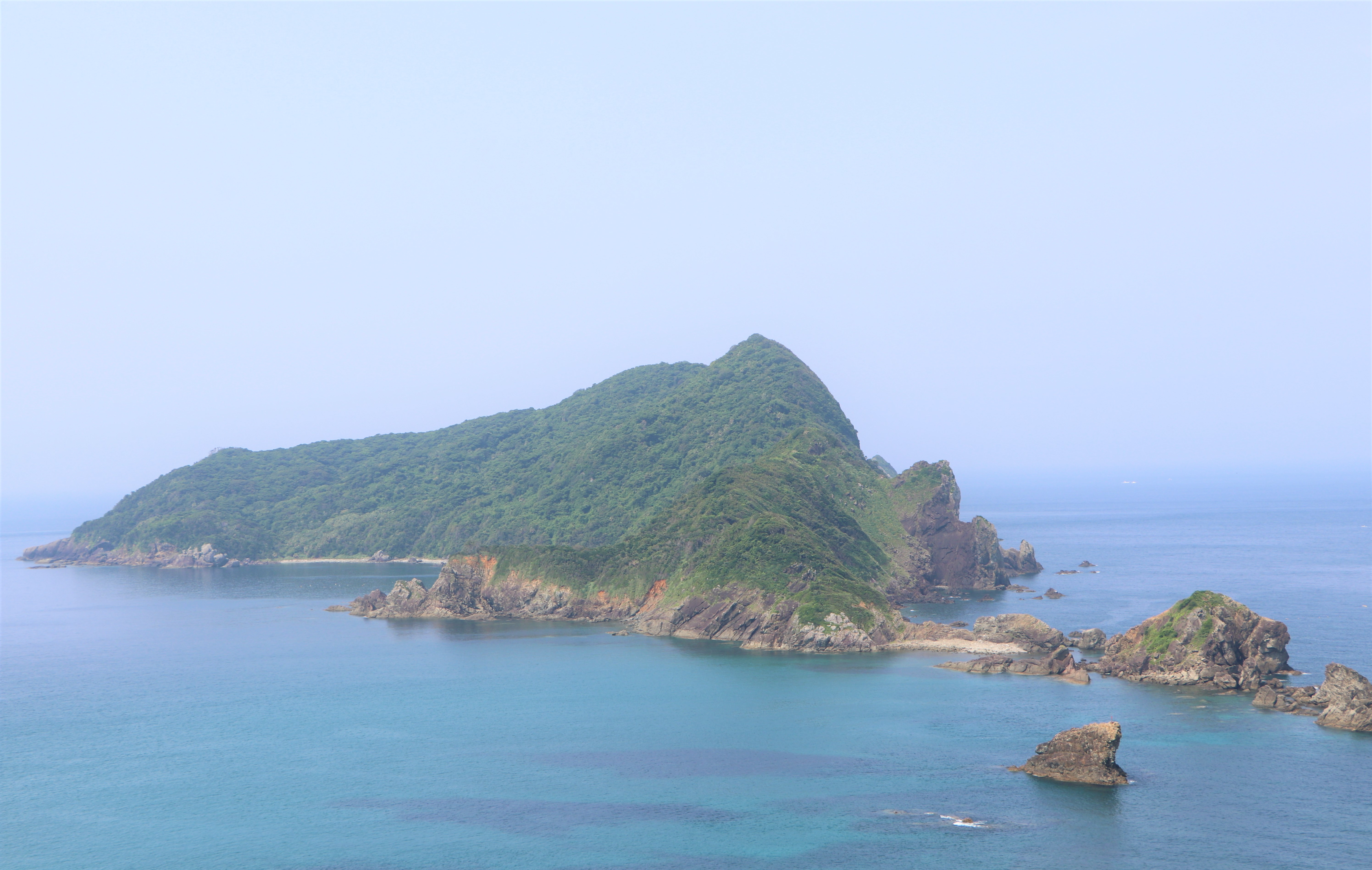
秋目の南西に浮かぶ沖秋目島
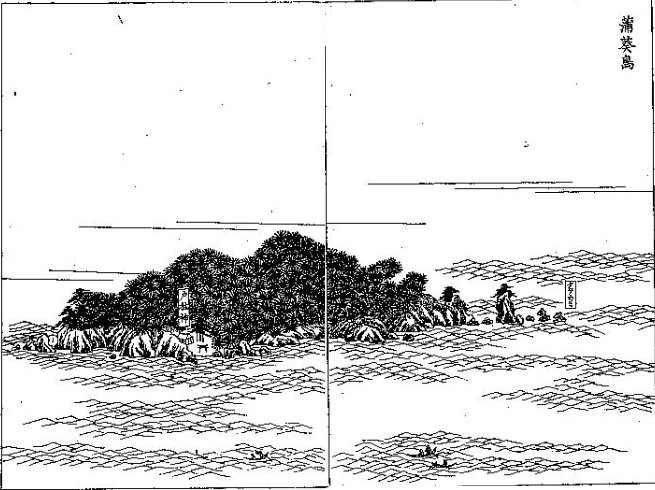
三国名勝図会に掲載されている沖秋目島（蒲葵島）の挿絵

### 自然公園・自然保護地区
秋目のほぼ全域が鹿児島県立自然公園である「坊野間県立自然公園」の区域に当たる。坊野間県立自然公園は1953年（昭和28年）3月31日に指定された枕崎市から野間岬に至る自然公園である。
南さつま市の条例『南さつま市自然保護条例』により以下の区域が特別保護地区に指定されている。
- 長瀬の全部
- 沖秋目島全島
- 沖秋目島先海面

## 歴史

### 古代の秋目と鑑真の上陸

秋目浦に上陸した唐の僧侶である鑑真

古代の秋目は「秋妻」と書かれており、奈良時代から平安時代に見える地名で薩摩国阿多郡のうちであった。
唐の僧侶であり、渡来後律宗の開祖となった鑑真の渡来の顛末について淡海三船が779年に成立させた書である「唐大和上東征伝」には秋目（秋妻屋浦）に鑑真が漂着したことついて記載されている。同書の天平勝宝5年（753年）についての記述に、鑑真らが乗った第二船について「廿日、牛時、第二舟着薩摩国郡秋妻屋浦」と記載されており、その前後の記述によると12月18日（旧暦）に益救島（現在の屋久島）から太宰府を目指して出航したが、同月の20日（旧暦）に秋目浦（秋妻屋浦）に上陸（漂着）したとされている。「今昔物語集」第11巻にも鑑真が秋目浦に上陸した顛末が記載されている。秋目を出発した鑑真は大宰府を経て翌年の2月4日（旧暦）に奈良に到着したとされる。
秋目浦を含めた坊津の港は日本三津の一つと呼ばれ、『坊津町郷土誌』によると古代より日本の南に位置する唐や琉球からの南島路の玄関口となっており、天平文化が坊津を経て流入したとして「坊津は天平文化の入口」であったといえると記している。

### 中世の秋目
南北朝時代の秋目は薩摩国加世田別符のうちであり、島津忠政が発布した延文6年（1361年）の譲状に「山田・秋目・唐坊・久志・内浦」を彦三郎公忠に譲ると記載されている。
その後明徳4年（1393年）の「加世田別符半分坪付注文」には「あきめ」を含む地が伊作島津氏の所領となっていることが記載されている。

### 近世の秋目村と秋目浦

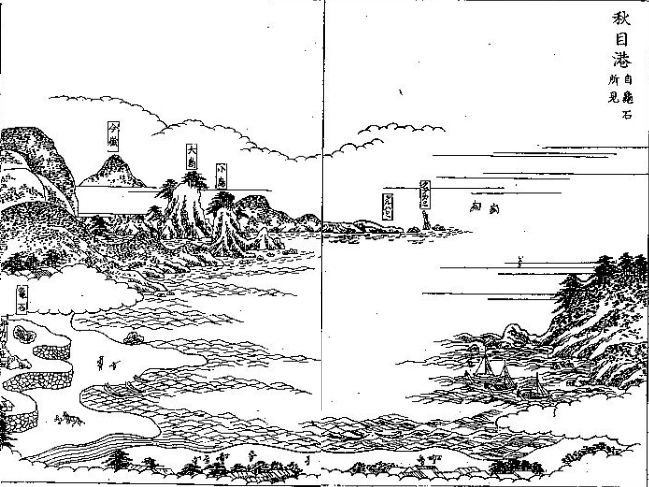
三国名勝図会第27巻に登場する秋目港

江戸時代の秋目は薩摩国河辺郡久志秋目郷（外城）のうちであった。江戸時代初期頃は秋目郷として1郷とされていたが、明暦3年（1657年）頃に秋目郷と久志郷が合併し久志秋目郷となり、地頭館は久志に置かれた。明治2年からは久志秋目、坊泊、鹿籠の3郷が合併し南方郷が発足し秋目村は南方郷に所属することとなった。村高は「郡村高辻帳」では59石余、「天保郷帳」では59石余、「旧高旧領取調帳」では64石余であったと記録されている。伊能忠敬が著した「九州東海辺沿海村順」には家数が298であると記録されている。
秋目郷は旧坊津町の区域にある久志郷、坊泊郷と同じく小さい郷であったが、他の郷との陸路の交通はとても険峻な地形によって妨げられており、また海運交易・交通の面において秋目浦は重要な湊として扱われていることから、秋目村1村のみで秋目郷が形成されたのではないかと「坊津町郷土誌」では推測している。秋目浦が重要な港として扱われていることが分かる事件として秋目地頭が自分の領地に引きこもり、秋目浦を下知していなかったため、罷免されるという事件が発生している。また、塩屋には海路の要津に設置される内外船舶の取締りを行う役所である「遠見番所」が設置された。
江戸時代後期に薩摩藩が編纂した地誌である『三国名勝図会』には秋目港が挿絵付きで収録されており、以下のように記されている。
秋目港 秋目村にあり、此港南より入たる海灣なり、周廻凡そ七町餘、港口の東には、島嶼相連り、其西岸には、素麺崎といへる巌觜突出す、故に灣内港となる、然れとも深きを僅に四尋にして、風濤高く、大船の安泊を得ずとぞ、前海西南の方は、鶴喰崎の地海上に突出し、又西は蒲葵島海上に𢫵蔽し、且衆嶼怪巌所々に相點して、風景殊に愛すべし、村民悉く港に臨んで居をなす、—三国名勝図会巻之二十七
秋目のうちとされていた浦町である秋目浦は「諸郷村附並浦附」などに登場しており、弁才船を含め74隻余りの交易船と漁船を有する港町であった。琉球や日本海沿岸、蝦夷などと交易をしていたほか、漂流船を装った唐船と交易をしていたとされる。鎖国制度が取られて以降も享保年間に発生した「享保の唐物崩れ」と呼ばれる幕府の一斉摘発まで交易による賑わいは続いたという。
また、交易のほかにカツオ漁が盛んであり、江戸時代には親方と呼ばれる船主を中心とする漁業が行われていたという。大正時代になり秋目の漁民の共同船が沈没する事故が発生しその後没落したという。

### 近代以降の秋目

旧坊津町域の地図。秋目は坊津町の飛び地であった

明治5年に大区小区制が施行され、南方郷は第19大区となり、久志村と秋目村で1つの小区が組織された。1879年（明治12年）に郡区町村編制法が施行され秋目村に戸長役場が設置されたが、1882年（明治15年）に戸長役場が久志村と統合された。
1889年（明治22年）4月1日には、町村制が施行されたのに伴い、南方郷の西部にある坊村、泊村、久志村、秋目村の区域を以て川辺郡西南方村（にしみなみかたむら）が成立した。これに伴い、それまでの秋目村は西南方村の大字「秋目」となった。
西南方村が成立したのちも旧来の村の単位で戸主会や総代会が組織された。戸主会や総代会は区有財産の管理を行っていたほか、地域住民の代弁者として村政に対して強い発言権を有するもので、大字秋目の地域では「秋目総代会」が組織された。特に秋目は他の西南方村の各地域から見て西加世田村大字大浦（現在の大浦町）を挟んだ飛び地となっており、かつ交通の便が非常に悪かったことから人的交流が少なく強い自治意識が生まれたという。
1907年（明治40年）には秋目の住民から、西南方村から分離し人的経済的な交流があった西加世田村（のちの笠沙町と大浦町）に編入したい旨が提議されたが、その後秋目出身の丸野氏が西南方村長に就任したことにより、一旦この問題に関しては終息した。
1953年（昭和28年）には西南方村が名称を変更し坊津村（ぼうのつむら）となり、坊津村の大字となった。この村名変更に際して「坊津村」への名称変更を推進する坊と泊の住民に対して、秋目と久志の住民は「坊津以外であれば何でもよい」として反対した。この結果村議会で紛争し、最終的には村議会は坊泊と秋目久志に分村を議決する事態に発展した。分村が議決されたことに伴い西南方村は鹿児島県に対して分村申請書を提出したが、申請を受けた鹿児島県は坊泊は経済的に自立可能であるが、秋目と久志は経済的に自立不可能であるとして申請を認めなかった。その後1953年（昭和28年）に地域住民間の感情的な対立が解けたとして、村議会において村名の変更の件が議決されたという経緯がある。
名称変更の2年後の1955年（昭和30年）に町制施行し坊津町となり、坊津町の大字となった。1966年（昭和41年）には、鑑真上陸1200年を記念して鑑真記念館付近に「和上上陸記念碑」が建立され、中華人民共和国との交流が行われた。
2005年（平成17年）11月7日に坊津町が加世田市、金峰町、笠沙町、大浦町と合併し新たに南さつま市が設置された。市町村合併の際に法定合併協議会である川辺地区合併協議会における協議によって、坊津町の区域の大字は現行の町名を現行の大字名に冠したものに改称する旨が協定され、合併前の同年10月21日に鹿児島県の告示である「 字の名称の変更」が鹿児島県公報に掲載された。この告示の規定に基づき合併と同日に名称の変更が行われ、大字名が「秋目」から「坊津町秋目」に変更された。

## 文化財

### 国指定
- 鹿児島県のソテツ自生地（特別天然記念物、1952年（昭和27年）3月29日指定[42][43]）

### 市指定
- さくららん自生地（天然記念物）[44]

## 産業
2015年（平成27年）の国勢調査によると15歳以上の就業者数は35人であり、産業別では多い順に漁業（16人）、医療・福祉（5人）、農業・小売業・金融業・宿泊業（各2人）となっている。

### 漁業
前述のとおり、秋目は古代より漁業と国内外交易を主とした港町であった。江戸時代には宮内家、月野家、岩元家、満尾家などが回船問屋として交易をしていたという。また漁業も盛んであり江戸時代にはカツオ、ブリ、イカ、タイ、シビの漁獲があり、特にカラスミが特産であった。明治時代以降は国内交易とカツオ漁を主としていたが、1906年（明治39年）の台風災害や大正時代の共同船沈没により、カツオ漁から沿岸漁業と定置網漁に転換した。

## 施設

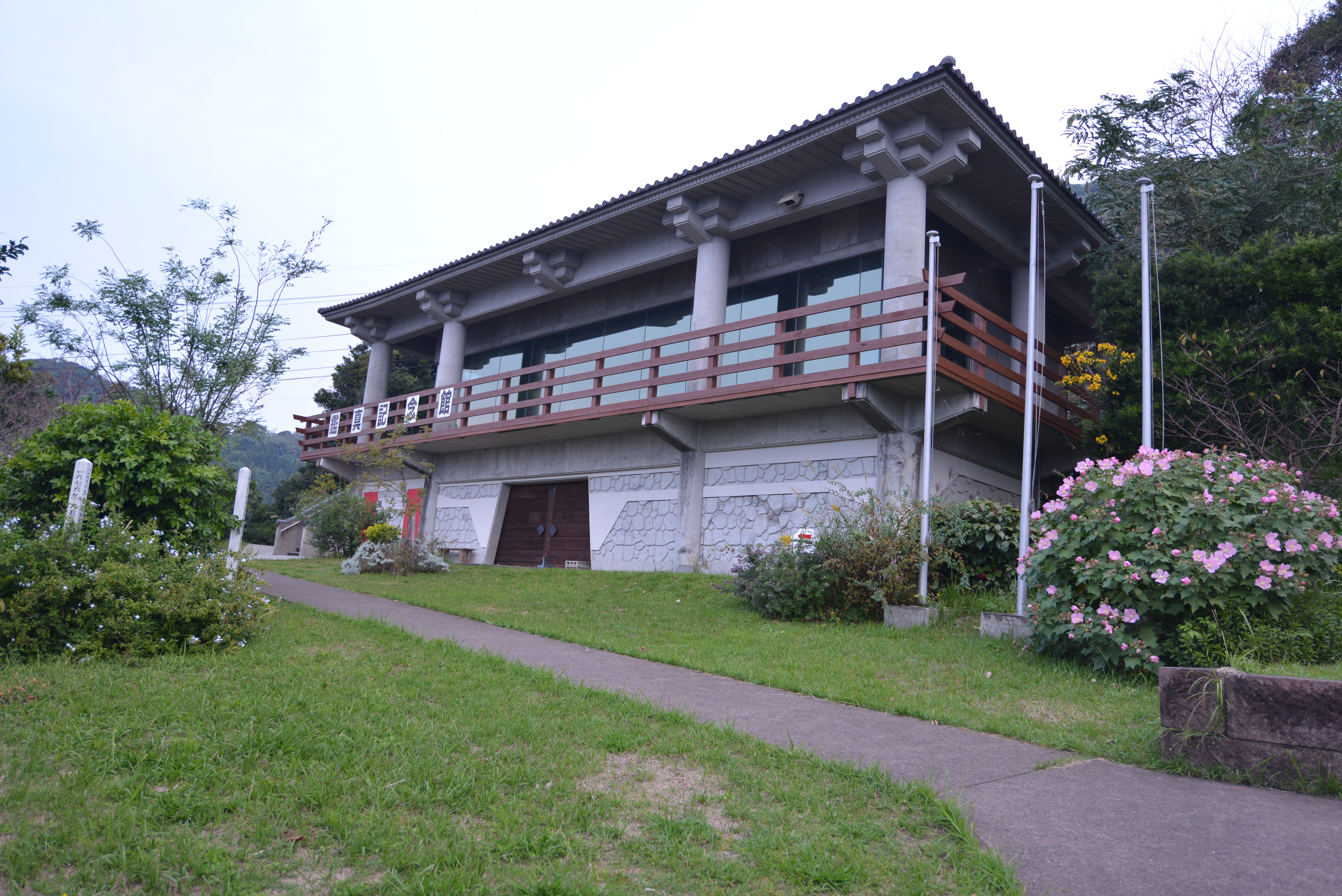
鑑真上陸の地付近にある鑑真記念館

### 公共
- 南さつま市秋目診療所[47]
1965年（昭和40年）に秋目僻地診療所として坊津町によって設置された[48]。2014年（平成26年）時点の標榜科は内科・外科・小児科である[49]。
- 鑑真記念館[50]
- 南さつま市秋目集会所[51]
- 秋目集会所（港湾施設内）

### 寺社
- 九玉神社
猿田彦神を祀る神社であり、約500年前の創建と伝えられている[52]。
- 菅原神社
秋目港の東にある神社であり、菅原道真を祀る。創建年代は不明[53]。

### その他
- 南さつま漁協協同組合秋目支所
2006年（平成18年）まで秋目漁業協同組合であった[54]。

## 人口
以下の表は国勢調査による小地域集計が開始された1995年以降の人口の推移である。
| 年                 | 人口 |
| ------------------ | ---- |
| 1995年（平成7年）  | 185  |
| 2000年（平成12年） | 165  |
| 2005年（平成17年） | 135  |
| 2010年（平成22年） | 108  |
| 2015年（平成27年） | 83   |
| 2020年（令和2年）  | 57   |

## 交通

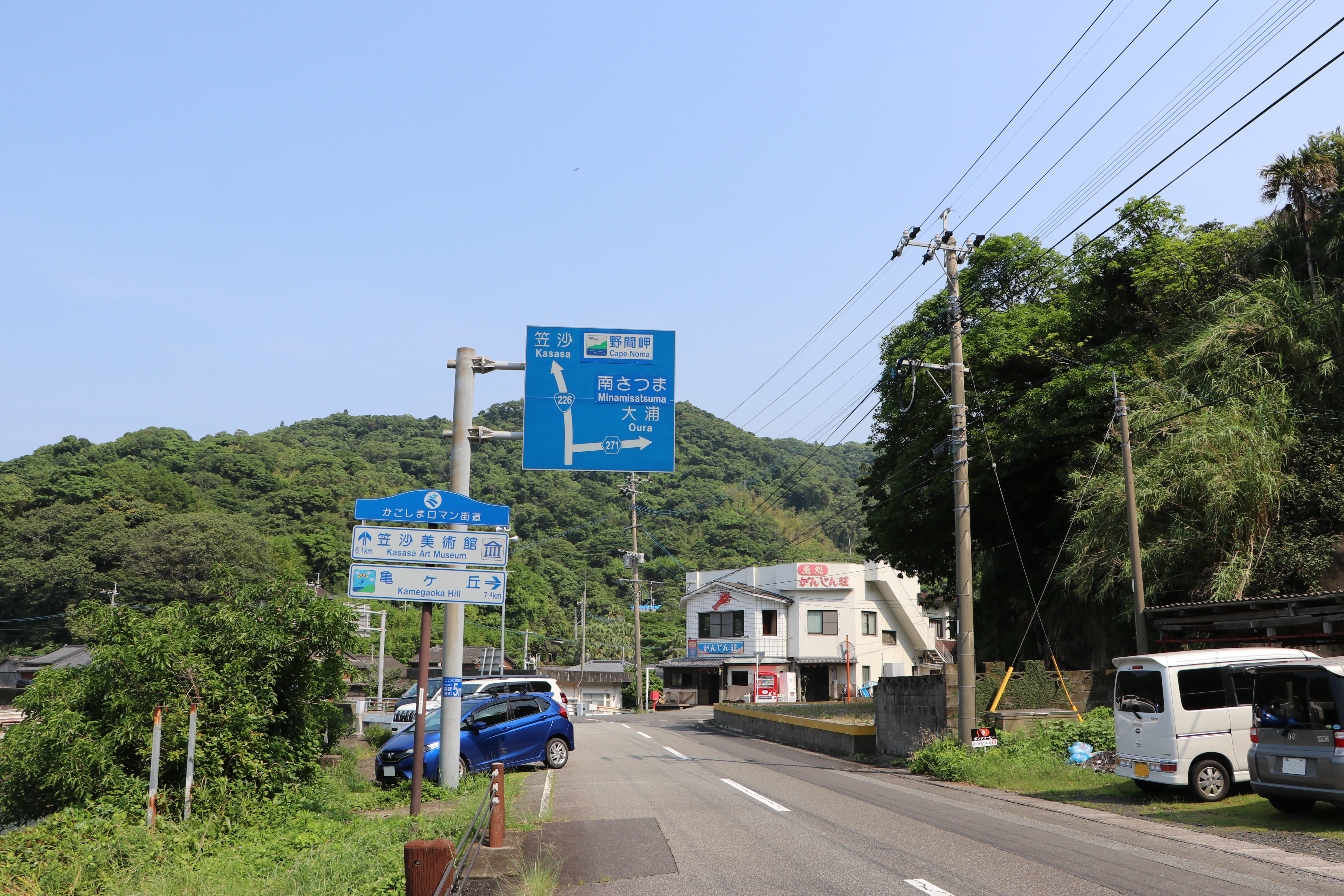
国道226号と鹿児島県道271号秋目上津貫線の交差点

1951年（昭和26年）に枕崎から坊津を経て野間港に至る「枕崎野間港線」が県道として認定された。枕崎野間港線は1993年（平成5年）に国道に昇格し国道226号となっている。
坊津町役場がある久志と秋目の間には自動車が通行可能な道路は存在しておらず、自動車で秋目に到達することはできなかった。このため1963年（昭和38年）に大字久志の平崎から秋目までの間の道路建設に着工した。陸上自衛隊の受託によって工事は行われ、1964年（昭和39年）4月1日に平崎から秋目までの全線が開通し、それまで自動車が通れる通行路がなかった秋目まで自由に自動車が通行できるようになった。1972年（昭和47年）の「坊津町郷土誌 下巻」が発刊された時点では秋目から笠沙町の黒瀬方面は建設中であった。のちに開通し野間岬から枕崎が陸上交通によって結ばれるようになった。

### 道路
一般国道
- 国道226号

一般県道
- 鹿児島県道271号秋目上津貫線

### 港湾
- 秋目漁港（鹿児島県管理第2種漁港[62]）

### バス
2020年（令和2年）現在、定期路線バスは運行していない。南さつま市が運行する乗合タクシーであるつわちゃんタクシー秋目線（予約制）が秋目の集落内と大浦町との間に週に2回各2便運行されている。

## 教育

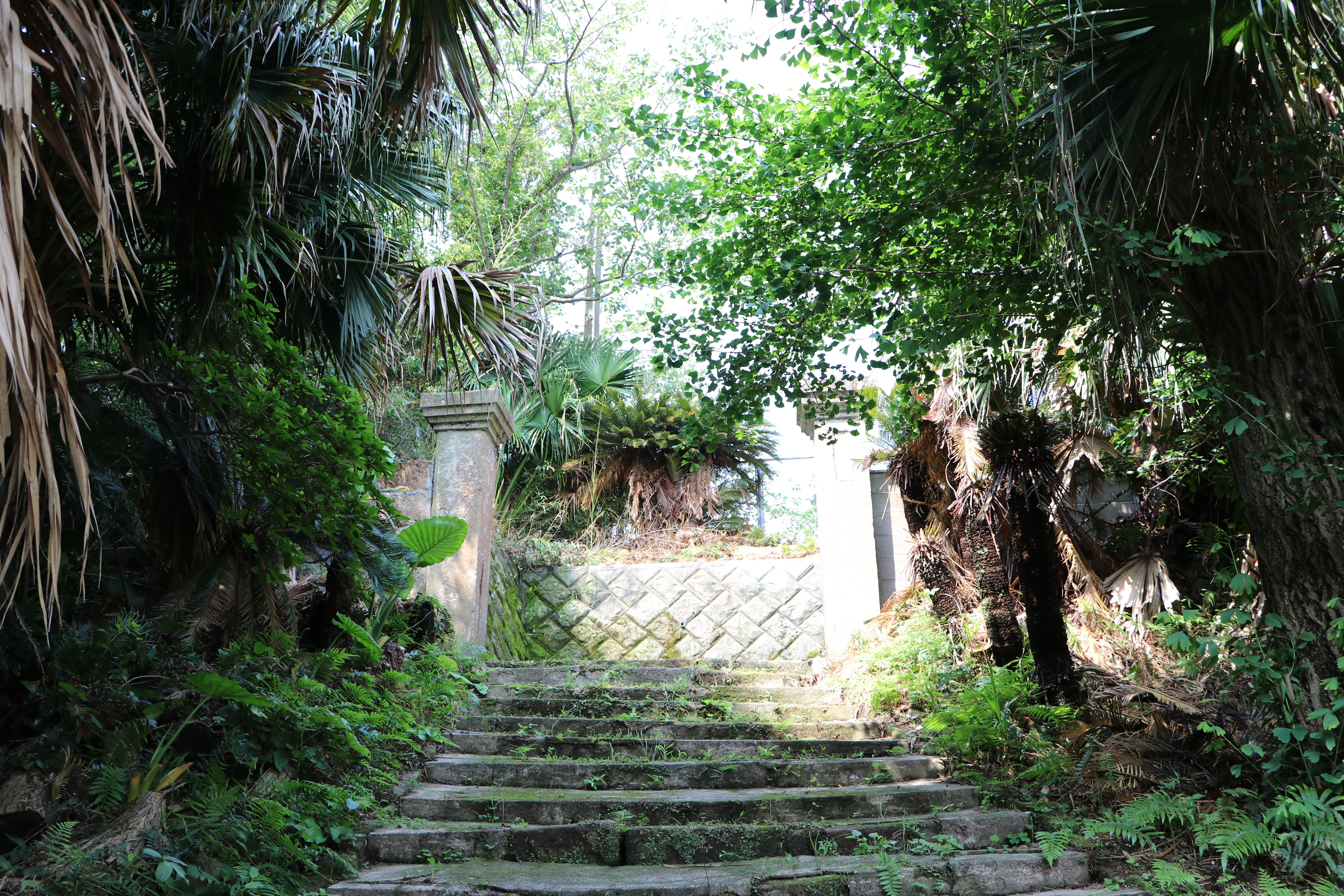
坊津町立秋目小学校跡地

かつては秋目には「坊津町立秋目小学校」（廃止時の名称）が設置されていた。1878年（明治11年）に初等小学として設置され、その後1887年（明治20年）に簡易科を設置、1892年（明治25年）に「秋目尋常小学校」となり、のちに高等科が設置された。1941年（昭和16年）に「秋目国民学校」となり、1947年（昭和22年）には秋目小学校となった。1971年（昭和46年）に学校統合が行われ、大浦町立大浦小学校（当時）に統合された。なお、中学校については当初から前述の交通状況の関係により大浦町立大浦中学校に越境通学していた。
2005年（平成17年）の市町村合併前の合併協議会の資料では、坊津町久志にある坊津町立久志小学校及び坊津町立久志中学校の通学区域であったと記載されている。2020年現在では下記のとおり、坊津町泊にある義務教育学校である南さつま市立坊津学園の通学区域となっている。

### 小・中学校の学区
| 大字       | 地区 | 小学校                               | 中学校                               |
| ---------- | ---- | ------------------------------------ | ------------------------------------ |
| 坊津町秋目 | 全域 | 南さつま市立坊津学園（義務教育学校） | 南さつま市立坊津学園（義務教育学校） |

## 秋目が登場する作品

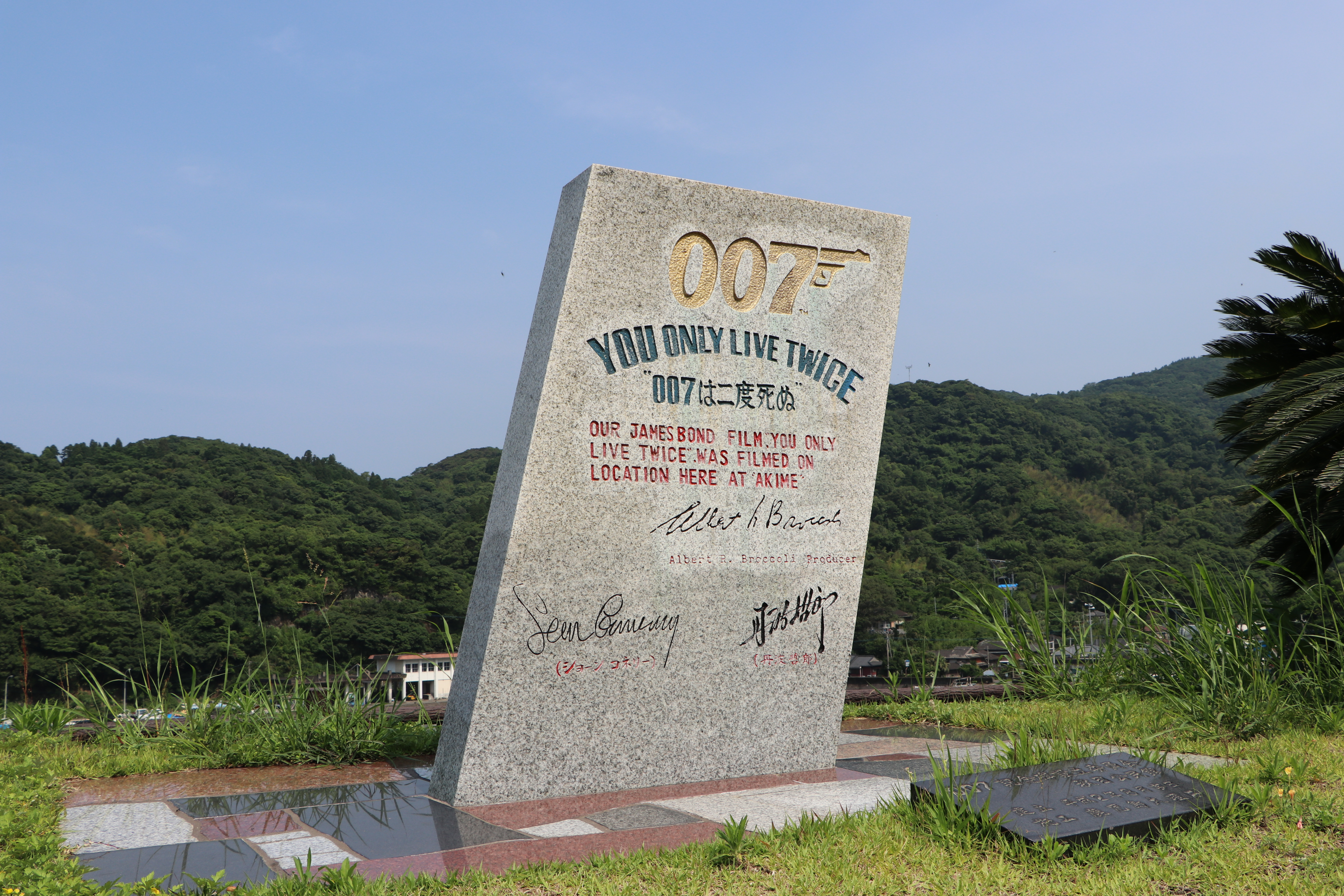
『007は二度死ぬ』の撮影記念碑。出演者であるショーン・コネリー、丹波哲郎のサインがある

- 『007は二度死ぬ』（You Only Live Twice）
イギリスの作家イアン・フレミングのスパイ小説を原作に映画化された『007』シリーズ映画「第5作」である[67]。1967年（昭和42年）にイギリス、アメリカ合衆国、日本にて公開された[10]。日本各地でロケが行われ、秋目は「神戸と上海の間にある島」という設定で、沖秋目島は「敵組織のスペクター基地」という設定で劇中に登場した[68]。ロケは1966年（昭和41年）8月に行われ、出演者は指宿に宿泊し毎日ヘリコプターで秋目に通ったという[69]。この撮影に際して完成したばかりの秋目港のコンクリート製の桟橋を雰囲気に合わないとして全体的に木の板で隠したり、撮影が行われた住宅の壁を取り払ったというエピソードも残っている[68]。出演者であるショーン・コネリー、丹波哲郎の直筆サイン入りの撮影記念碑が1990年（平成2年）に鑑真記念館付近の国道226号沿線の海沿いに設置されている[10][70]。ロケ実施から50周年にあたる2016年（平成28年）に「007ロケ50周年記念秋目サミット」が実施された[71]。